# Urabe no Suetake
Pour les articles homonymes, voir Urabe.
Urabe no Suetake (卜部 季武, 950-1022) est un samouraï de l'époque de Heian (794-1185) au service de 
Minamoto no Yorimitsu (948-1021), un kanpaku (régent) du clan Fujiwara. Suetake, anciennement connu sous le nom Taira no Suetake (平季武), apparaît également dans la littérature japonaise sous les noms Rokurō (六郎) et Kageyu (勘解由). Suetake, qui assiste Yorimitsu tout au long de sa vie, fait partie des shitennō ou Quatre Rois célestes de Yorimitsu. Suetake est issu de la maison de Seiryū (Dragon bleu). En plus de Suetake, les autres shitennō de Yorimitsu sont Usui Sadamitsu, Kintarō et Watanabe no Tsuna.
Suetake est le sujet d'un conte dans le Konjaku monogatari shū, recueil de légendes folkloriques compilées à la fin de l'époque de Heian. Le conte japonais dans lequel il paraît est appelé Ōeyama. Il meurt en 1022 à l'âge de 73 ans,
.

## Source de la traduction
- (en) Cet article est partiellement ou en totalité issu de l’article de Wikipédia en anglais intitulé « Urabe no Suetake » (voir la liste des auteurs).